# 渡邊木版美術画舗
渡邊木版美術画舗（わたなべもくはんびじゅつがほ）とは東京都中央区銀座にある木版画を主に扱う美術商及び大正昭和期の新版画の代表的版元として知られる。川瀬巴水の「塩原三部作」伊東深水「対鏡」等30数名の国内外の画家と約２千点の作品を制作した。

## 概要
まず1906年（明治39年）に創業者渡邊庄三郎は小林文七のもとから独立して尚美堂という共同経営による美術骨董の店を開業する。1907年、輸出用に高橋松亭の木版画制作を開始。その後、1909年に京橋五郎兵衛町に渡邊版画店として独立する。1915年の春、フリッツ・カペラリが版画店に来店、意気投合の上、12点のカペラリの木版画を売り出す。これが新版画の第一号であった。

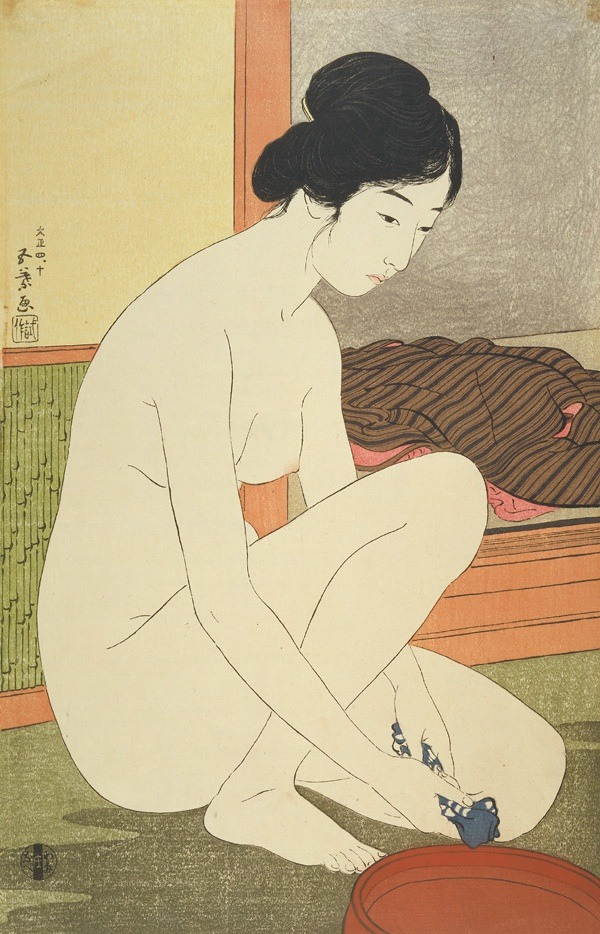
橋口五葉「浴場の女」

1916年2月、橋口五葉の新版画「浴場の女」が完成、7月には庄三郎の依頼により伊東深水の「対鏡」、名取春仙の「初代中村鴈次郎の紙屋治兵衛」及び山村耕花の「中村鴈次郎の大星由良之助」を制作する。同年、川瀬巴水が画博堂を通して肉筆頒布会を開催、庄三郎と出会う。1917年、伊東深水の「近江八景」を刊行、1918年の郷土会展覧会に出品された「近江八景」を見て巴水は版画へ関心を示し、「塩原おかね路」、「塩原畑下り」、「塩原塩釜」を刊行した。1919年、笠松紫浪が「青嵐」を発表する。
1920年、吉田博が松木喜八郎の紹介により「明治神宮の神苑」を渡邊版画店で制作、明治神宮奉賛会において出版、頒布する。1921年3月、吉田博が初の新版画「牧場の午後」を出版する。1923年9月1日の関東大震災により版木、版画、文献資料など全てを焼失、一時、店舗をカペラリの元アトリエのあった赤坂に移した。その後、1925年から銀座8丁目に移転して渡邊版画店は営業を再開し、川瀬巴水の東京二十景や伊東深水の現代美人集シリーズなどの新版画を主に海外向けに制作する。1926年、小原古邨が祥邨の名で花鳥画を刊行し始める。
店名を株式会社渡邊木版美術画舗と改名した1943年12月23日から1945年の間は戦時体制により閉店休業の状態となるが、第二次世界大戦後の1946年から1955年にかけては進駐軍による需要により木版画が手頃なお土産品として大いに重宝され、未曾有の活況を呈した。その間、1952年、伊東深水の無形文化財技術保存記録木版画「髪」を制作、1953年、川瀬巴水の無形文化財技術保存記録木版画「増上寺の雪」を制作する。1954年には「新版画」と「創作版画」の融和を目指して「版画懇話会」を設立している。
1962年に庄三郎が逝去した後、二代目として渡邊規（ただす）が事業を引き継いだ。その後、1993年に規が逝去、三代目として渡邊章一郎が社長に就任、現在も新版画の版元及び美術商として活動し続けている。2006年には渡邊版画店創業百周年を迎えた。
2022年7月16日にひろしま美術館にて「THE 新版画　版元・渡邊庄三郎の挑戦」展が開催され全国巡回中。。

## 取扱作家
- 橋口五葉、伊東深水、川瀬巴水、吉田博、高橋弘明、伊藤孝之、上原古年、織田一磨、名取春仙、小原祥邨、石渡江逸、山中辰重、土屋光逸、笠松紫浪、楢崎栄昭、平野白峰、伊藤総山、北川一雄、柳原風居、古屋台軒、小早川清、山川秀峰
- フリッツ・カペラリ、チャールズ・バートレット、エリザベス・キース、リリアン・メイ・ミラー、ピーター・アーヴィン・ブラウン

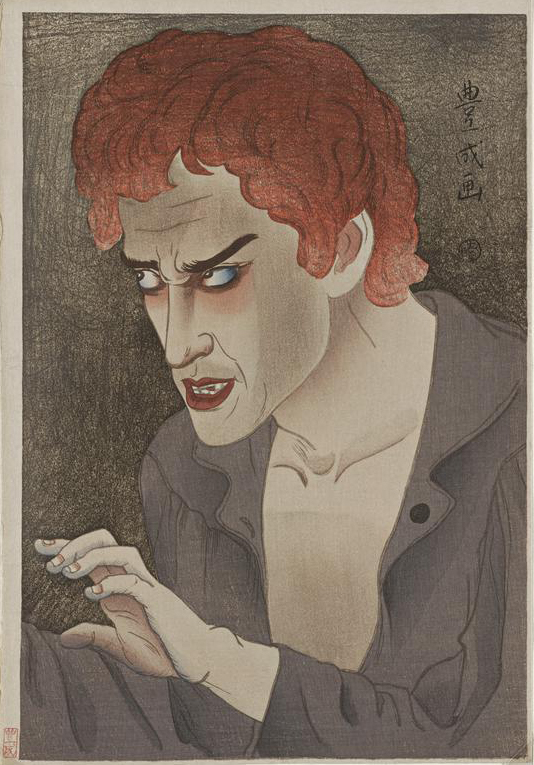
山村耕花「梨園の華　十三代目守田勘弥のジャン・バルジャン」1921年(大正10年)
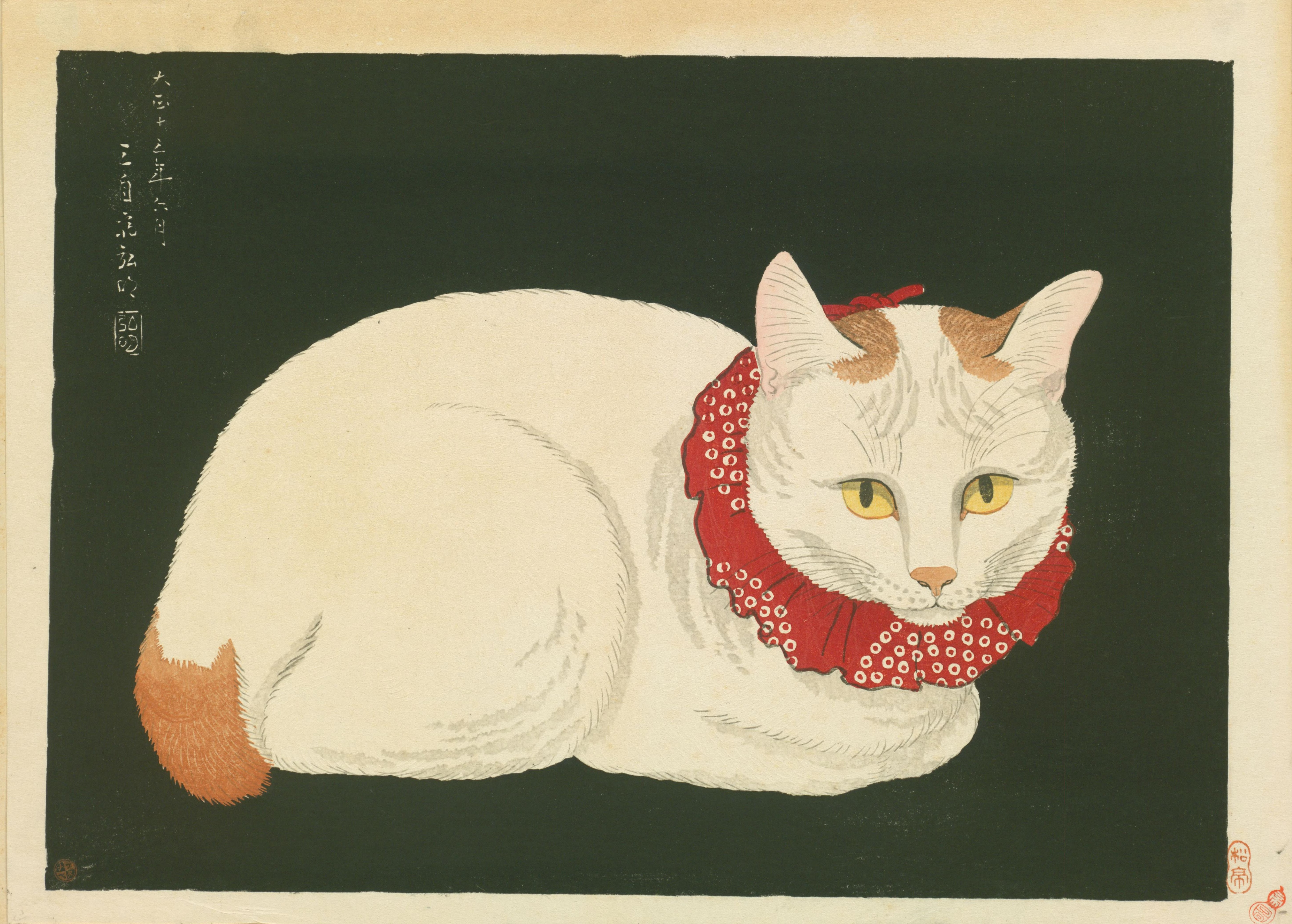
高橋弘明(高橋松亭)「白猫」1924年(大正13年)
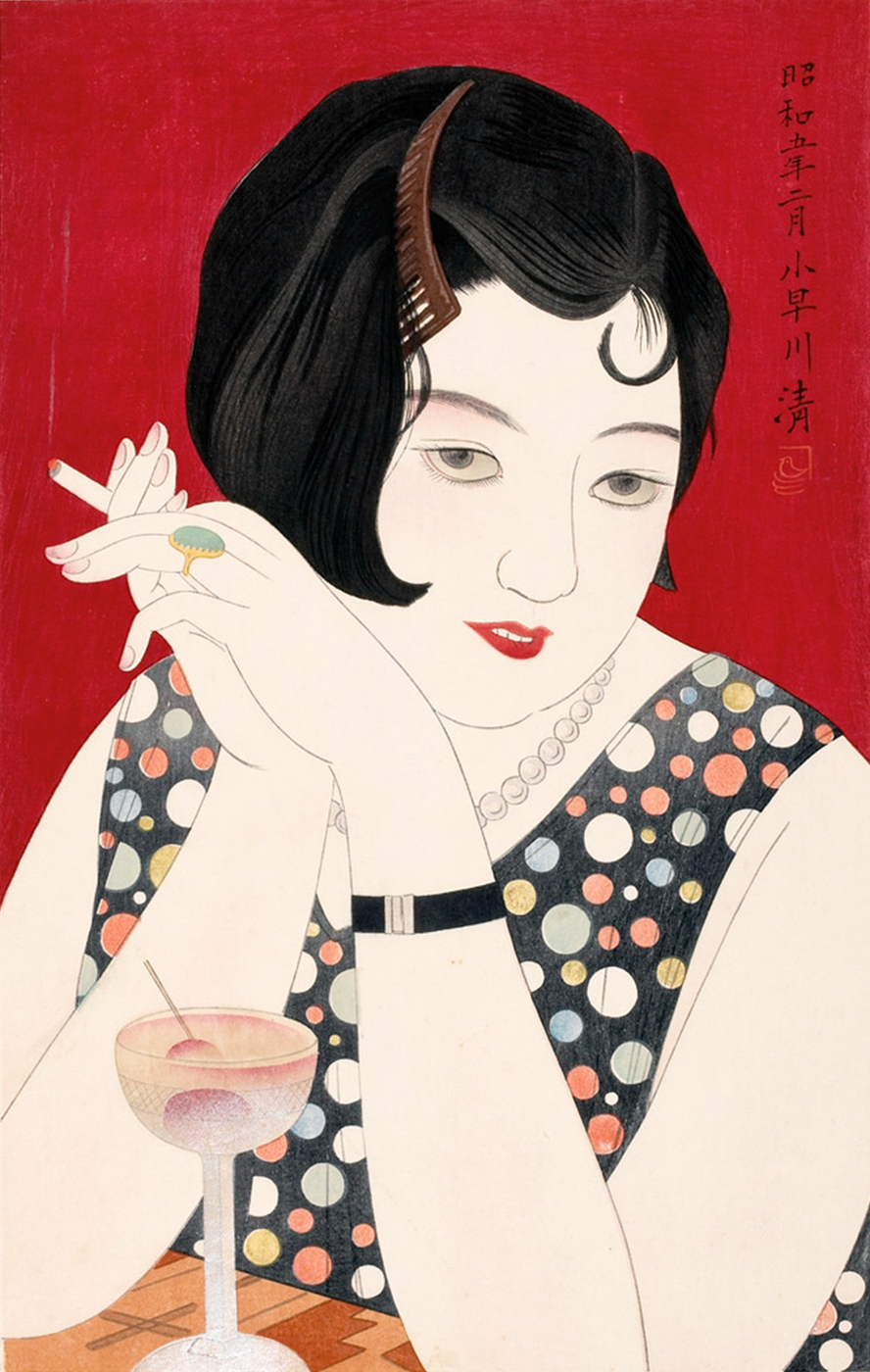
小早川清 近代時世粧ノ内 一「ほろ酔ひ」 1930年（昭和5年）
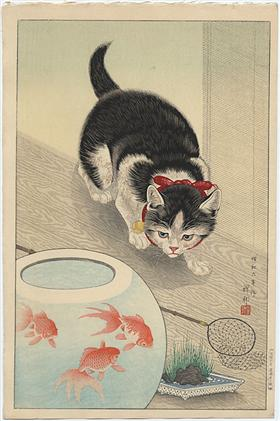
小原古邨「猫と金魚」 1931年（昭和6年）

## メディア
・開運！なんでも鑑定団-テレビ東京
・噂の！東京マガジン-TBS
・出没！アド街ック天国-テレビ東京
・朝の！さんぽ道-テレビ東京
・美の巨人たち-テレビ東京